# Mar de Ajó
Mar de Ajó ist ein bedeutender Badeort im östlichen Argentinien. Er liegt nahe der Mündung des Río de la Plata an der Atlantikküste der Provinz Buenos Aires.
Seine Einwohnerzahl beträgt 25.475, damit ist er der größte Ort der sogenannten Atlántida Argentina, einem etwa 60 Kilometer langen Gebiet der Atlantikküste, das fast vollständig bebaut ist und insgesamt etwa 100.000 permanente Einwohner zählt. Mar de Ajó ist der südlichste Ort dieses Gebiets.

## Lage
Mar de Ajó liegt an der geraden Küstenlinie des Cabo San Antonio, das flache Sandstrände aufweist. Das Umland gehört zur Pampa. Das Klima ist  warmgemäßigt, mit warmen Sommern, milden Wintern und häufigen Niederschlägen.

## Geschichte
1933 wurde der vorher unbewohnte Ort von Ismael Ramos Mejía ersteigert, mit dem Namen La Margarita bedacht und vollkommen neu gegründet. Er wurde schnell zu einem beliebten Badeort.